# سون مي
لي سونمي (هانغل:이선미,هانجا: 李宣美 , من مواليد 2 مايو 1992)،  معروفة بأسم سونمي, وهي مغنية كورية جنوبية. تخرجت من جامعة دونغوك، كانت عضوة في فرقة الفتيات الكورية وندر غيرلز. الآن هي فنانة منفرده وقد صنعت ظهورها المنفرد في 20 أغسطس 2013 مع اغنيتها «24 ساعه». وقد استمرت سنوات نشاطها منذ عام 2007 حتى وقتنا الحالي وتعتبر قدوة للكثير من الايدولز الذين ترسموا بعدها.
اسم المعجبين الخاصين بها هو «مياني»

## حياتها المبكرة
سون مي ولدت في 2 مايو عام 1992 في ايكسان، جولا الشمالية، كوريا الجنوبية. ذهبت لمدرسة هوانغنام الابتدائية ومدرسة شانغ دام المتوسطة وشانغ دام الثانوية وقد تخرجت من جامعة دونغ، تخصص الموسيقى المسرحية.
سونمي ولدت كأخت كبرى لأخويها الصغيرين وقد قررت ان تصبح ايدول بعمر الرابعه عشر بعد ان سائت حاله والدها الصحيه وبعد ان تزوجت امها برجل اخر، قررت سونمي العمل كأيدول لكي تجني المال بسرعه وتهتم بأخويها الصغيرين، مع الاسف قبل ان تترسم سونمي بأشهر قليله توفي والداها واصبحت مسؤوليه الاهتمام بأخويها على عاتقها.
اجرت سونمي الكثير من تجارب الاداء وقد حصلت على المركز الثاني عند SM, لكنها قامت بتجربه اداء عند جي واي بي ونجحت.

## مهنتها

### وندر قيرلز

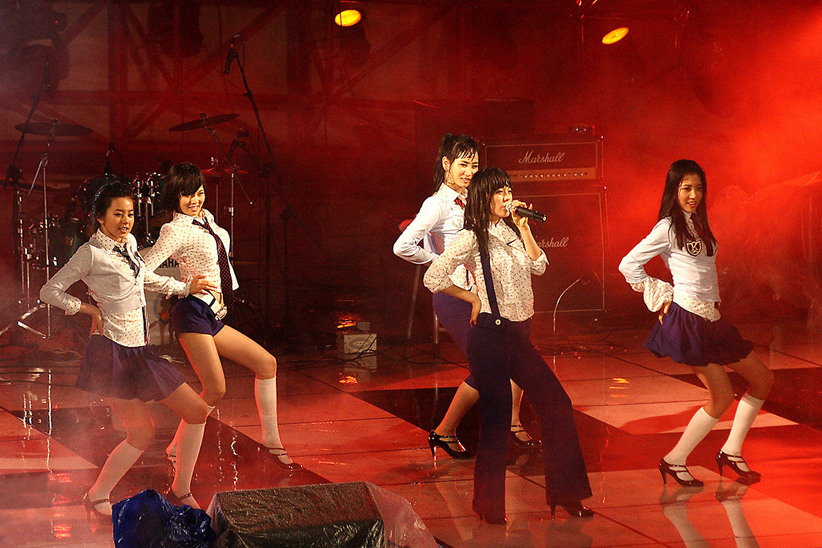
وندر قيرلز يأدون أغنيتهم " أيروني" في جامعة هانيانغ في مارس 2007. من اليسار إلى اليمين : سوهي, هيونا, يووين, سونيا و سون مي.

سون مي ترسمت لأول مرة كعضوة في فرقة الفتيات وندر غيرلز. كانت من ضمن المغنين في الفرقة. الفرقة بدأت رسمياً نشاطتها في 10 فبراير 2007.
في يناير عام 2010، أعلنت شركة جي واي بي أن سون مي سوف توقف مسيرتها الفنية وتبدأ مسيرتها الأكاديمية كطالبة جامعية. لكنها سوف تستمر كعضوة حتى فبراير من أجل إكمال جدول أعمالها، لكن تبين لاحقاً ان سونمي كانت تعاني من وقت عصيب وتعاني من الاكتئاب.
في 13 يناير، 2012 صرح ممثل من شركة جي واي بي قائلا: «سون مي بقت داخل الشركة ولا تزال هناك من أجل صقل مواهبها الموسيقية.» شركة جاي واي بي إنترتينمنت صرحت في وقت لاحق صرح أنه لا توجد خطط لعودة سون مي كعضوة في فرقة وندر قيرلز.
في 24 يونيو 2015 جي واي بي الترفيه أعلنت أن وندر قيرلز سوف يعودون للساحة الموسيقية بعد غياب طال لمدة 3 سنوات وسون مي سوف تعود للانضمام للفرقة منذ أن إنسحبت من الفرقة سنة 2010 .
بعد عام 2017 تفككت فرقه وندر قيرلز وقامت سونمي بالخروج من شركه جي واي بي وقامت بتوقيع عقد مع شركة ميك اس makeus, واكملت مسيرتها كمغنية منفردة.
سونمي كمغنية منفردة
في عام 2017 أصدرت سونمي اغنيتها الضاربه قاشينا وقد أصبحت الاغنيه ادمانيه لمحبي الكيبوب، وفي عام 2018 قامت بإصدار أغنية هيروين وسايرين مع الألبوم المصغر «وارنينق» وقد حققت أغنية سايرين أول All-kill لسونمي وفازت بجائزة «أفضل فنانة» في حفل جوائز MAMA, وقد تم اختيار ألبوم وارنينق من قبل البيلبورد بأنه أفضل ثالث ألبوم كيبوب لعام 2018.
اما في عام 2019 قامت سونمي بالأعلان عن أول جوله عالمية لها «وارنينق» وقد زارت 18 مدينة حول العالم وقد صرحت ميك اس بأن معظم العروض قد بيعت بالكامل والبقيه قد بيع اغلبها، وهكذا تصبح سونمي أول مغنية كورية منفردة تقوم بجولة عالمية ووفي نفس العام قبل بداية الجولة اصدرت أغنية نوار بدون ترويجات ولكنها حصلت على مراكز ضمن العشرة الاوائل في كل المخططات الكورية.
وبعد 10 أشهر قامت بإصدار لالالاي وتصدرت جميع المخططات وبذلك تثبت لنا سونمي قوتها الموسيقيه حتى بعد الإنقطاع لفترة.
وبداية عام 2020 قامت بإصدار اوست لدراما "xx" وهو قوتا قو، قوتا قو كانت ستصدر كعودة لسونمي لكن شركة ميك اس قامت برفضها بحجه ان مفهوم الأغنية قوي للغاية لذا أصدرت الأغنية اوست لدراما.
وفي النصف الثاني من 2020 قامت سونمي بإصدار أغنية بورابيبام وقد قامت بتغيير مفهوم الأغنية لكي تعطي الناس الأمل والقوة خلال هذه الأوقات الصعبة وقد ترسمت الأغنية في المركز الخامس على مخطط البيلبورد العالمي للأغاني الرقمية، وقد قامت ايضاً في 10 أغسطس من نفس السنة بإصدار أغنية تعاونيه مع بارك جينيونغ تدعى «وين وي ديسكو» الأغنية لألبومة «وين وي ديسكو».
وقد اصدرت في نفس العام فيديو لأغنيتها «بوردرلاين» التي تتحدث عن صحه سونمي النفسية والعقلية، ايضاً قد قامت بإطلاق برنامجها التلفزيوني «متجر سونمي للاشرطة» والذي يعرض على قناة SBS الكورية.

## حقائق
- سونمي تتحدث اللغة الانجليزيه بطلاقه.
- طول ساقي سونمي مميز وملفت للانتباه فهو 110 سم.
- أغنية سايرين هي أكثر أغنية حققت فوز في البرامج الموسيقية لسونمي بمجموع 8 جوائز.
- اسم عصى التشجيع الخاصة بسونمي هو «الميا بونق».
- تملك هرة كحيوان أليف وتدعى «كواك كواك»,
- تملك أغنية تعاونيه مع جاكسن وانغ من قوتسفن في ألبومها «فل مون», اسم الأغنية "frozen in time".
- تملك أيضاً أغنية تعاونية مع B1A4 في ألبومهم «سولو داي», اسم الاغنية "YOU".
- سونمي لم تتورط في أي فضائح مواعدة طوال مسيرتها الفنية.
- سونمي لديها برنامج واقعي على اليوتيوب يدعى «مياني كام» (هنالك 4 أجزاء حالياً منه).
- لم تقم بإصدار ألبومها الكامل حتى الآن لأنها ترين أن يصبح كل شيء مثالياً وتكون راضية بشأنه.
- في فترة عودة هيروين خسرت سونمي الكثير من الوزن حتى أصبح وزنها 41 وقد أثارت قلق المعجبين لكنها استعادت 8 كيلوات بعد ذلك بفترة وطمأنت معجبيها.
- معنى كلمة «نوار» في الفرنسية يعني الظلام وقد أسمت سونمي أغنيتها بذلك لتوصل رسالة بأن وسائل التواصل الإجتماعي هي الجانب المظلم في عصرنا الحالي.
- تخصصها الجامعي هو «موسيقى مسرحية».
- لديها برنامج واقعي مع أخويها الصغيران يدعى «العالم الحقيقي»
- انتقلت للعيش في سيول من أجل عملها كأيدول.
- أخ سونمي الأوسط يعمل كمصور فوتوغرافي لها.
- سونمي والمياني يلقبون سونمي بالبطة لأنها تشبه البط.

## الإصدارات

### الألبومات المصغرة
- فل مون (2014)
- وارنينق (2018)

### الأغاني

#### كالمغنية الرئيسية
| العنوان                   | السنة | الترتيب في المخططات | الترتيب في المخططات | المبيعات                 | الألبوم |
| العنوان                   | السنة | KOR Gaon            | KOR Billboard       | المبيعات                 | الألبوم |
| ------------------------- | ----- | ------------------- | ------------------- | ------------------------ | ------- |
| "24 ساعة "                | 2013  | 2                   | 3                   | - كوريا(دي ال): 763,750+ | فل مون  |
| "فل مون " (بمشاركة. لينا) | 2014  | 2                   | 3                   | - كوريا(دي ال): 894,993+ | فل مون  |
| قاشينا                    | 2017  | 1                   | 2                   | 1,190,380                | وارنينق |
| هيروين                    | 2018  | 1                   |                     |                          | وارنينق |
| سايرين                    | 2018  | 1                   | 1                   | 10,455 مخطط قاون فقط     | وارنينق |
| "نوار"                    | 2019  | 1                   | 1                   |                          | -       |
| "لالالاي"                 | 2019  | 1                   | 1                   |                          | -       |
| "قوتا قو" اوست لدراما xx  | 2020  |                     |                     |                          | -       |
| "بورابيبام"               | 2020  | 5                   | 5                   |                          | -       |

### كمشاركة
| العنوان                              | العام | الترتيب في المخططات | الترتيب في المخططات | الألبوم      |
| العنوان                              | العام | KOR غاون            | KOR لوحة            | الألبوم      |
| ------------------------------------ | ----- | ------------------- | ------------------- | ------------ |
| "أنت" (بي 1 إي 4 و سون مي)           | 2014  | 63                  | 91                  | سولو داي     |
| "وين وي ديسكو" تعاون مع بارك جينيونغ | 2020  | 2                   | 2                   | وين وي ديسكو |

## الإعلانات
- [2013] أصدقاء التنين[7]
- [2014] بوبي براون
- [2014] ميك أب فور إيفر

## وصلات خارجية
- سون مي على موقع IMDb (الإنجليزية)
- سون مي على موقع ميوزك برينز (الإنجليزية)
- سون مي على موقع ميوزك برينز (الإنجليزية)
- سون مي على موقع ديسكوغز (الإنجليزية)

- ا لموقع الرسمي